# Robert Katscher
Robert Katscher, né le 20 mai 1894 à Vienne et décédé le 23 février 1942 à Los Angeles, est un compositeur et parolier autrichien, connu pour ses chansons, ses opérettes et ses musiques de film.

## Biographie
Robert Katscher obtient d'abord son doctorat en droit et travaille dans un cabinet d'avocats. Il entre à l'Académie de musique et des arts du spectacle de Vienne où il étudie la composition avec Hans Gál.
Sa comédie Die Wunder-Bar, sur un texte de Géza Herczeg, est créée à Vienne en 1930, de même que Ein Spiel im Nachtleben. Un an plus tard, il fait jouer à Broadway The Wonder Bar, qui, en 1934, est porté au cinéma avec Al Jolson dans le rôle principal.
Après l'Anschluss, en 1938, Katscher, juif, fuit le régime nazi et émigre à New York où il est pris en charge par l'American Society of Composers, Authors and Publishers.
Vers 1940, Katscher se rend à Hollywood, où il s'associe à  Ernst Haeusserman et Ernst Deutsch. Ses quelques contributions aux musiques de films sont pour la plupart du temps méconnues. Son plus grand succès,  When Day Is Done fut interprété, entre autres, par  Richard Tauber, Bing Crosby, Frank Sinatra, , Django Reinhardt et Stephane Grappelli, Coleman Hawkins... Cette chanson  est reprise, même après sa mort, dans des bandes sonores de films, dont Accords et Désaccords (Sweet and Lowdown), de Woody Allen.

## Œuvres principales

### Opérettes
- Prinz von Derby, 1930
- Wenn die Elisabeth nicht so schöne Beine hätt, 1930
- Der Traumexpress, 1931, (Theater an der Wien)
- Essig und Öl, 1932, (Wiener Kammerspiele)
- Pech muss man haben, 1930
- Bei Kerzenlicht, 1937

### Chansons à succès
- Wo hast du nur die schönen blauen Augen her Shimmy, 1923 (Uniquement les paroles)
- Die Lou-Lila, 1924 (Foxtrot)
- Madonna, du bist schöner als der Sonnenschein, 1924
- Jetzt müßte die Welt versinken, Valse lente, 1930
- Der Doktor Lueger hat mir einmal die Hand gereicht (de l'opérette Essig und Öl), 1932
- Ja, der Wein, den ich mein (de l'opérette Essig und Öl), 1932
- Der schönste Sport ist Radl fahrn, 1933
- When Day is Done
- Good evening friends

### Musiques de films
- 1933: Der Stern von Valencia (Allemagne, réalisation : Alfred Zeisler)
- 1936: Silhouetten (Autriche, réalisation: Walter Reisch, Lotte Reiniger)
- 1987: September (États-Unis, réalisation : Woody Allen ; chanson : When Day is Done)
- 1999: Accords et Désaccords (Sweet and Lowdown) (États-Unis, réalisation : Woody Allen ; chanson : When Day is Done)